# Коммин, Филипп де

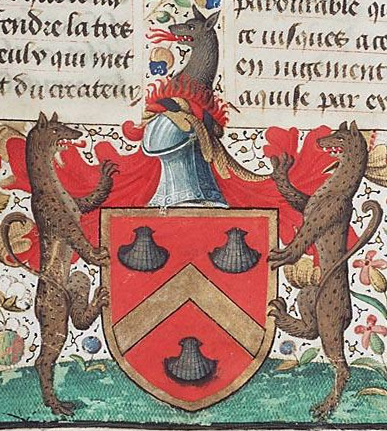
Родовой герб де Комминов

Филипп де Коммин (фр. Philippe de Commynes или Philippe de Commines, лат. Philippus Cominaeus; 1447, Ренескюр, Фландрия — 18 октября 1511, Аржантон-Шато) — французский дипломат и историк, известен своими «Мемуарами» (фр. Mémoires), считающимися важнейшим источником по истории Французского королевства и Бургундского герцогства второй половины XV века.

## Биография

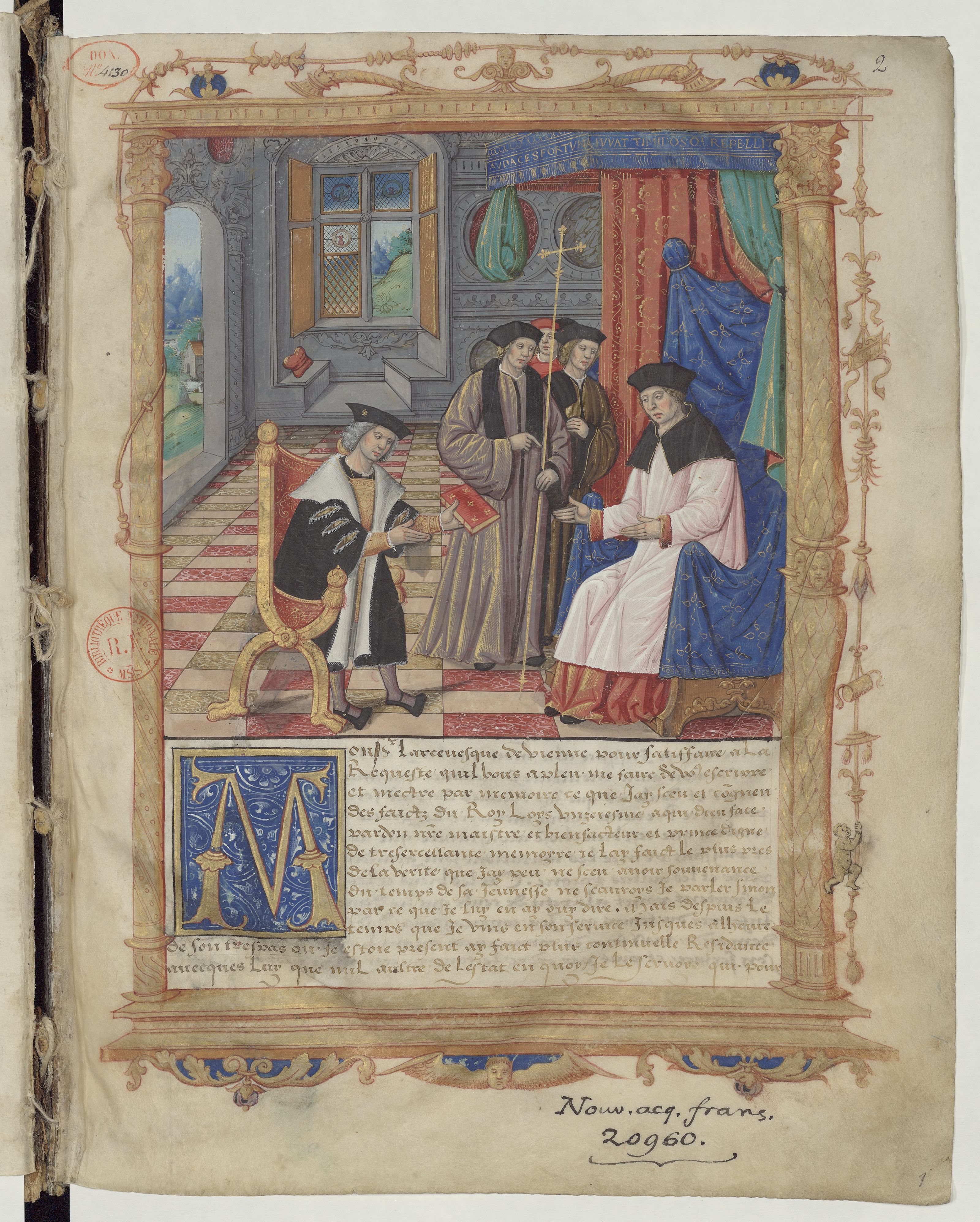
Филипп де Коммин вручает свои мемуары архиепископу Вьеннскому Анджело Като. Миниатюра рукописи 1518—1524 гг.

Филипп де Коммин родился в 1447 году в Ренескюре (совр. франц. департамент Нор) и происходил из знатного фламандского рода. Отец его Колард ван ден Клит (фр. Colard van den Clyte) исполнял должность бургундского генерального бальи во Фландрии и являлся рыцарем ордена Золотого Руна. Предки его были шателенами Ипра. Мать носила имя Маргерит д’Армюден (фр. Marguerite d'Armuyden). 
Крёстным отцом юного Филиппа выступил герцог Филипп III Добрый, давший ему своё имя, а фамилию он получил по родовому поместью Коммин на р. Лис близ Лилля, полученному в 1373 году в качестве приданого его дедом, советником графа Луи де Маля, и  унаследованному им от дяди, которого он потерял в возрасте семи лет. При бургундском дворе его обычно именовали сиром де Ренескюр (фр. seigneur de Renescure), а во Франции, куда он позднее перебрался, называли по его французскому владению сиром д’Аржантоном (фр. seigneur d'Argenton).
Рано потеряв родителей, юный Коммин получил традиционное рыцарское воспитание в доме двоюродного брата. В 1464 году он поступил на службу к Карлу Смелому, графу Шароле, будущему герцогу Бургундии, приняв участие в войне Лиги общественного блага с королём Франции Людовиком XI, в том числе историческом сражении при Монлери (1465). В 1467 году был посвящён Карлом в рыцари, и в том же году выбился в ближайшее окружение герцога, став его доверенным советником. В 1468 году способствовал освобождению французского короля, попавшего в ловушку к герцогу на переговорах в Перонне, посоветовав, в числе прочих, заключить ему невыгодный для Франции договор. В 1470 году выполнял дипломатическую миссию в Кале, в 1471 году — в Бретани и Кастилии.
В 1472 году де Коммин перешёл на службу к Людовику XI. В его «Мемуарах» об этом событии сказано так: «Примерно в это время я прибыл на службу к королю (это был 1472 год), который принял к себе и большинство служителей своего брата герцога Гиенского. Произошло это в Пон-де-Сэ…» Исследователи обычно указывают на несколько причин, в том числе на личные счёты с бургундским герцогом и обещанные королевские благодеяния в виде выплаченной единовременной солидной суммы и последующего ежегодного пенсиона в 6 тыс. ливров. Помимо этого, став к тому времени уже искушённым царедворцем и дальновидным дипломатом, Коммин также считал, что герцог Бургундии, при всех своих очевидных военных талантах, является представителем отжившей и обречённой на гибель системы, основанной на феодальном сепаратизме и рыцарском культе военной силы, тогда как французский монарх, придерживаясь нестрогих моральных правил, является, тем не менее, «образцовым» государем нового типа, предпочитающим войне подкуп и дипломатические манёвры.
Объявленный в Бургундии предателем, Коммин был лишён там всех своих владений, которые после гибели в 1477 году герцога Карла и раздела его государства между Францией и Священной Римской империей отошли Габсбургам, и так никогда и не были ему возвращены. Однако, благодаря щедрости французского монарха и удачной женитьбе в 1473 году на Элен де Шамб (фр. Hélène de Chambes), вскорости он оказался собственником значительных владений во Франции, в том числе в Тальмоне, Олоне и Аржантоне, и одним из ведущих советников при французском дворе, своего рода первым министром.
Коммин был приобщён ко многим вопросам высшей политики, связанным не только с бургундскими делами, но и итальянскими. Знавший всю подноготную бургундской политики, он, естественно, оказался бесценным помощником для Людовика XI и поэтому в течение нескольких лет был первым его советником, почти неотлучно находился при нём, сопровождал во всех поездках и даже спал с ним в одной постели, что было тогда знаком высшего благоволения. Однако его большое влияние сохранялось лишь до 1477 года, и после гибели Карла Смелого в битве при Нанси пошло на убыль. Коммин объясняет немилость к нему короля разногласиями по поводу бургундского наследства: король стоял за вооружённый захват владений погибшего герцога, тогда как сам он отстаивал план мирного присоединения через брак дофина с наследницей герцога Марией Бургундской, но, скорее всего, это связано с тем, что король стал меньше ему доверять в бургундских делах, опасаясь, что тот может оказать Фландрии какую-либо помощь против Франции. 

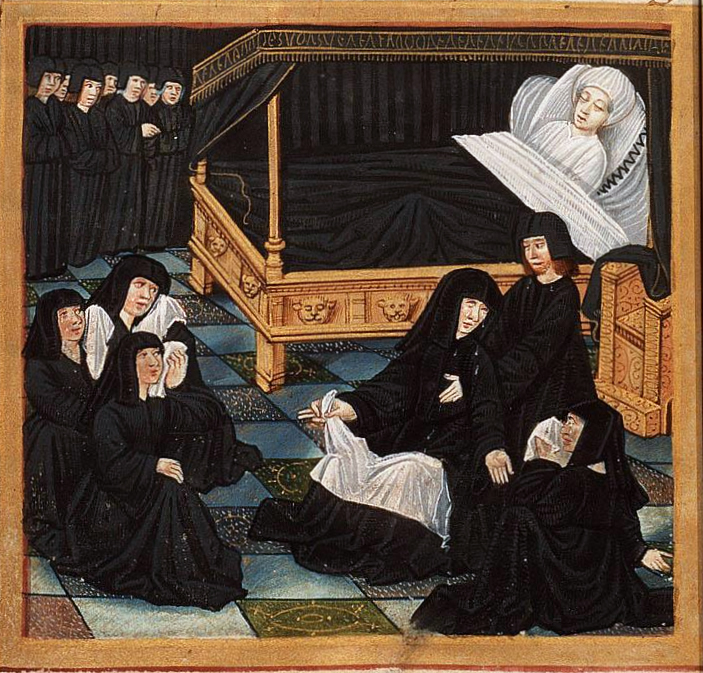
Филипп де Коммин на смертном одре. Миниатюра из веленевой рукописи 1512 г.

После смерти Людовика XI в 1483 году Коммин был членом регентского совета при малолетнем Карле VIII. За участие в антиправительственных интригах герцога Орлеанского (будущего Людовика XII), которые привели к началу «Безумной войны» (1485-1488) между созданной последним Лигой принцев и сторонниками несовершеннолетнего короля и регентши Анны де Божё, 28 сентября 1485 года он был лишён всех придворных должностей и смещён с постов сенешаля Пуату и капитана Пуатье, а в феврале 1487 года арестован, лишён владений в Тальмоне и Аржантоне и даже на время помещён в одну из знаменитых железных клеток покойного короля в замке Лош. 
В марте 1489 года Коммин был выслан в своё поместье, но уже в 1490 году возвращен ко двору в качестве одного из главных советников Карла VIII. При этом, ему пришлось неоднократно оспаривать в суде своё право владения на земли, пожалованные ему покойным королём Людовиком, перед их прежними владельцами. 
Будучи против итальянской экспедиции Карла VIII, был вынужден присоединиться к королевской армии, а после битвы при Форново (1495) неудачно ездил с дипломатическими миссиями в Венецию и Милан, тщетно пытаясь внести раскол в созданную против французского короля Священную лигу.
В первые годы правления Людовика XII (1498—1515) Коммин находился в немилости, но в 1505 году снова вернулся ко двору, а в 1507 году уже сопровождал Людовика XII в военной кампании против Генуи.
После 1507 года сведения о Коммине как политике исчезают. Он умер 18 октября 1511 года в замке Аржантон (фр. Argenton-Château) в Пуату (совр. г. Аржантон-ле-Валле в регионе Новая Аквитания), оставив своей наследницей дочь Жанну де Ла Клит де Коммин (фр. Jeanne de La Clyte de Commines), графиню де Пантьевр. Его супруга пережила его более чем на 20 лет, скончавшись в 1532 году.

## Мемуары

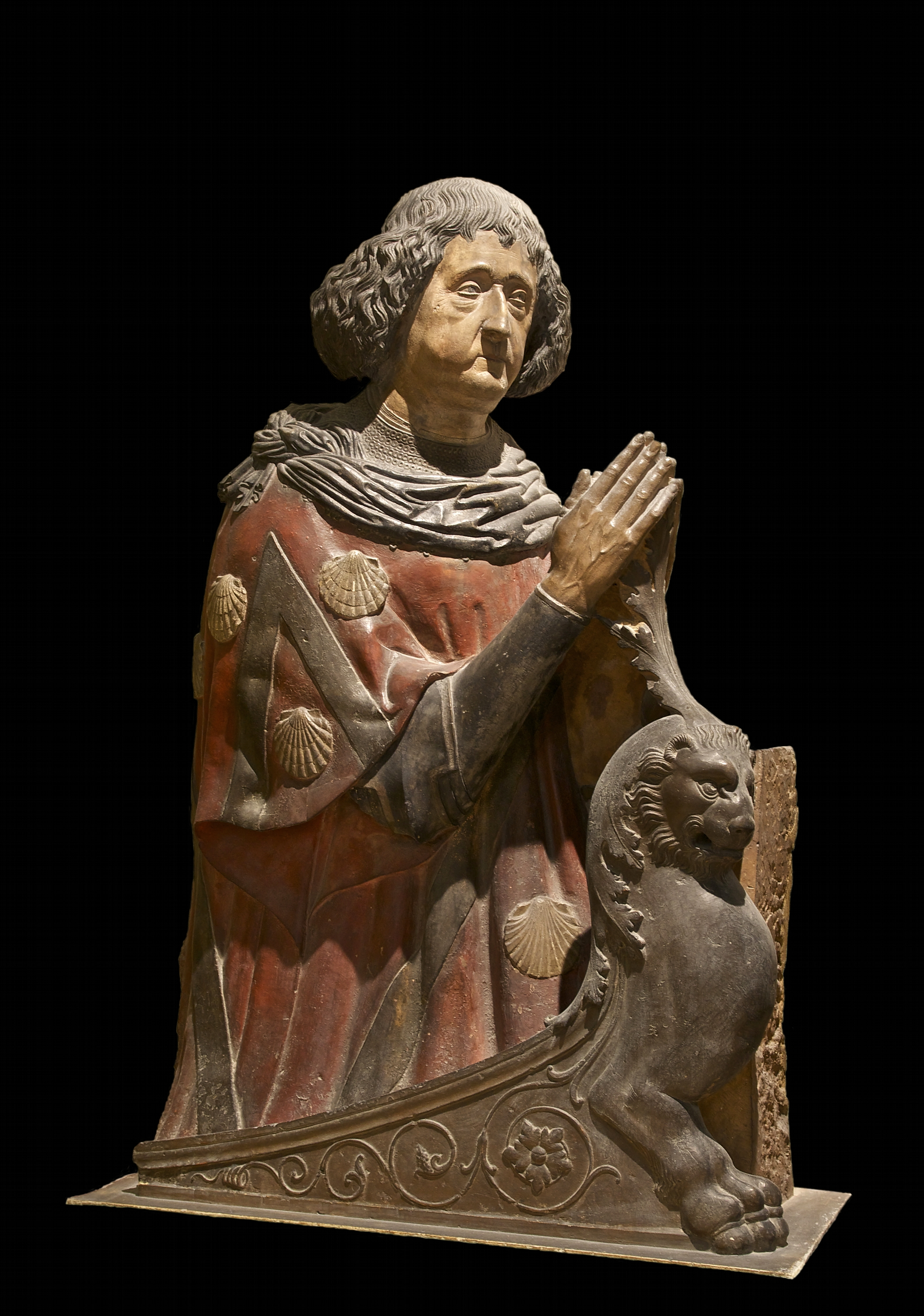
Надгробие Филиппа де Коммина нач. XVI в.

Работу над мемуарами Коммин начал в 1489 году по просьбе архиепископа Вьеннского Анджело Като. Воспоминания Коммина делятся на 2 части: первая, написанная в 1489—1493 годах, состоит из 6 книг и охватывает правление Карла Смелого и Людовика XI (1464—1483), вторая, написанная в 1497—1501 годах, состоит из 2 книг, посвящена итальянскому походу Карла VIII и заканчивается смертью последнего в 1498 году. Вероятно, Коммин диктовал свои труд, так на миниатюре одной из рукописных копий «Мемуаров» он изображён именно диктующим. 
Оригинал «Мемуаров» не дошёл до наших дней, и сохранилось лишь шесть списков первой половины XVI века, 5 из которых хранятся в Национальной библиотеке Франции в Париже, причём только одна из последних (MS Polignас 20960), датированная 1530 годом, содержит их полный текст из 8 книг. 
Первая часть сочинения Коммина (книги I—VI) впервые была издана в 1524 году в Париже известным книготорговцем Галлио Дюпре, давшим ей заглавие «Хроника и история» (фр. Cronique et histoire), а в 1525—1530 годах увидели свет 5 переизданий. В 1528 вышла вторая часть (книги VII—VIII), в следующем году переизданная. Критическое издание осуществлено было только в 1552 году историком и переводчиком Дени Соважем, впервые разделившим текст на книги и главы и присвоившим книге современное название «Мемуары».
Комментированное научное издание мемуаров в 3-х томах было выпущено в 1847 году в Париже мадемуазель Дюпон в публикациях «Общества истории Франции» (фр. Société de l'histoire de France), в 1881 году там же появилось заново отредактированное издание Режи де Шантелаза, а в 1903 году двухтомная публикация Б. де Мандро. Лучшим академическим изданием считается парижская трёхтомная публикация 1924—1925 годов под редакцией Ж. Кальметта. 
Всего «Мемуары» де Коммина выдержали на Западе свыше 150 изданий и переводов. В 1986 году издательством «Наука» АН СССР в серии «Памятники исторической мысли» опубликован был их первый русский перевод, выполненный историком-медиевистом Ю. П. Малининым с использованием вышеназванных изданий Мандро и Кальметта, имевший широкий успех и в следующем году выпущенный дополнительным тиражом (в 2004 году переиздан издательством «ОЛМА-ПРЕСС инвест»).

## Значение
В своих мемуарах де Коммин осуждал сепаратистские тенденции крупной феодальной аристократии, обосновывая необходимость для Франции сильной королевской власти как опоры единого централизованного государства. При этом он не являлся безусловным сторонником абсолютизма, симпатизируя английскому парламентаризму и придерживаясь принципа обложения налогами лишь с согласия самих подданных, что свойственно скорее приверженцу сословно-представительной монархии.
Стараясь объяснить события своего времени ошибками и недостатками правителей, Коммин извлекает из них уроки политической мудрости для государственных деятелей, избегая, в отличие от итальянских гуманистов, политических теорий и обобщений. В его представлении о взаимном противостоянии государств иногда видят зародыш идеи европейского политического равновесия. Также в его суждениях усматривают зачатки теории климатов (сравнение англичан и французов), которую позднее, в XVI веке, разработал Жан Боден.
В то же время, несмотря на рационализм Коммина в рассуждениях касательно внешней и внутренней политики, реализм в выводимых им портретах современников и внимание к историко-бытовым деталям, для произведения его всё ещё характерно очевидное смешение старых и новых представлений, выражающееся, в частности, в характерном для средневекового провиденциализма убеждении о превалировании над планами смертных людей «замыслов божьих», в соответствии с которыми «непостижимым образом одни королевства и крупные сеньории иногда слабеют и исчезают, а другие возникают и крепнут».
Труд де Коммина, в тексте которого он позиционирует самого себя как важного участника практически всех описываемых исторических событий, порой прибегая к открытой фальсификации, отличается высокой степенью автобиографичности, что отличает его от мемуаров современников вроде Оливье де Ламарша или Жана де Энена, заставляя историков считать его эталоном этого жанра XV века. Вместе с тем, его нельзя считать строго историческим сочинением, так как, помимо некоторой необъективности и предвзятости в оценках людей и фактов, автор, по его собственным словам, отнюдь не стремится сохранить хронологический порядок событий, нередко вовсе их не датируя.
Трудно переоценить значение сочинения Коммина для исследователя средневекового менталитета. Приводя немало собственных суждений в отношении поступков современных ему исторических деятелей, сам мемуарист демонстрирует заметную нравственную беспринципность, вытеснявшую традиционную рыцарскую мораль в сознании феодального сословия его эпохи. Не придерживаясь, подобно своим предшественникам, определённого этико-политического идеала, он не только не осуждает сомнительные с точки зрения морали приёмы, используемые политиками его времени, но даже оправдывает некоторые из них, например, подкуп, указывая, что если искушённые в интригах государи умеют переманивать на свою сторону людей, «значит им господь даровал большую милость, ибо это признак того, что они не запятнаны безрассудным пороком гордыни». Придерживаясь, по сути, пресловутого принципа «цель оправдывает средства», он предвосхищает этим этические принципы Никколо Макиавелли. 
Неоднократно издававшееся уже в XVI столетии, сочинение де Коммина приобрело широкую популярность у деятелей Французского Возрождения. В частности, Мишель Монтень во II книге своих «Опытов» так отзывается о его авторе:

«Вы найдете у него изящный и приятный стиль, отличающийся простотой и непосредственностью; неприкрашенное повествование, сквозь которое явно просвечивает добросовестность автора, свободного от тщеславия, когда он говорит о себе, и от зависти и пристрастия, когда он говорит о других; его рассуждения и увещания проникнуты скорее искренностью и добрыми побуждениями, чем каким-нибудь выдающимся талантом; и на всем изложении лежит отпечаток авторитетности и значительности, свидетельствующих о высоком положении автора и его опыте в ведении больших дел.»
Известный литературный критик Шарль Огюстен де Сент-Бев сказал о Коммине: «Политическая история во Франции начинается отсюда», в то же время, Виктор Гюго в романе «Собор Парижской Богоматери» (1831) расходится с ним в оценке Людовика XI (по гуманистическим мотивам). Мемуары Коммина послужили основным историческим источником при создании Вальтером Скоттом романов «Квентин Дорвард» (1823) и «Карл Смелый, или Анна Гейерштейнская, дева Мрака» (1829).

## Переписка
Принимая активное участие во многих политических событиях, придворных мероприятиях и дипломатических миссиях своего времени, де Коммин вёл активную переписку не только с государственными деятелями и феодалами Французского королевства и Бургундского герцогства, но и итальянскими государями и их советниками, а также ведущими банкирами и торговцами Италии, например, представителем банковского дома Медичи в Лионе, или советником Галеаццо Мария Сфорца Франческо Симонеттой. Его обширная корреспонденция существенно дополняет его обстоятельные мемуары, в которых он порой допускает умолчания.
Письма де Коммина впервые опубликовал в 1867—1877 годах в Брюсселе известный бельгийский историк Кервин де Леттенхове (Lettres et négociations de Philippe de Commines. — Brussels, 1867—1877). Из новейших изданий переписки Коммина с французскими и итальянскими государственными деятелями заслуживают внимания подготовленные исследователем жизни и творчества мемуариста Жюлем Бланшаром публикации 1993 года в Париже и 2001 года в Женеве (Philippe de Commines. Lettres, éd. J. Blanchard. — Paris; Genève: L. Droz, 2001).

## Память
В собрании Лувра сохранилось надгробие де Коммина, на которой он высечен стоящим в молитвенной позе на коленях.
Образ в кино
- «Чудо волков» / Le miracle des loups (Франция; 1924) режиссёр Раймон Бернар, в роли де Коммина — Эмилиан Ричард (Émilien Richard).
- «Чудо волков» / Le miracle des loups (Франция-Италия; 1961) — режиссёр Андре Юнебель.
- «Максимилиан» / Maximilian (Австрия; 2016) — режиссёр Андреас Прохаска, в роли де Коммина — Николас Ваншыцкий (Nicolas Wanczycki).

## Издания
- Mémoires de Philippe de Commynes. Nouvelle édition revue sur les manuscrits de la Bibliothèque royale, et publiée avec annotations et éclaircissements par mademoiselle Dupont. — Tomes I—III. — Paris: Renouard, 1840—1847. — (Société de l'histoire de France).
- Memoires de Philippe de Comines // Nouvelle collection des mémoires pour servir à l'histoire de France depuis le XIIIe siècle jusqu'à la fin du XVIIIe. Editée par Joseph Fr. Michaud et Jean Joseph Francois Poujoulat. — Tome IV. — Paris: Guyot Fréres, 1851. — pp. 1-240.
- Филипп де Коммин. Мемуары / Пер., статья и прим. Ю. П. Малинина. — М.: Наука, 1986. — 496 с. — (Памятники исторической мысли). — 100 000 экз.
- Филипп де Коммин. Мемуары. — М.: ОЛМА-ПРЕСС Инвест, 2004. — 510 с. — (Мировая летопись). — ISBN 978-5-94848-188-3.